# Heterallactis chrysopera
Heterallactis chrysopera là một loài bướm đêm thuộc phân họ Arctiinae, họ Erebidae.